# Владимир Тенев (актьор)
Владимир Стефанов Тенев е български актьор.

## Биография
Роден е на 10 юни 1882 година в град София. В различни периоди учи в Духовната семинария и Морското училище в Одеса, и Рисувалното училище в София. Между 1903 и 1904 година завършва театрална школа при М. Димитриевич в Загреб. От 1911 до 1912 година специализира актьорско майсторство в МХТ. Първата му роля в театъра е на Свистунов в Ревизор на Гогол през 1904 година. В три периода работи 1904 – 1909, 1923 – 1924 и 1925 – 1968 в Народния театър, чийто директор е между 1939 и 1941 година. Играл е на сцените на Нов народен театър през 1911, на пътуващ театър Сълза и смях от 1909 до 1910 и на Пловдивския общински театър от 1912 до 1914 година. В два периода е председател на Съюза на българските артисти (1932 – 1935, 1938 – 1942). Удостоен е със званията „Заслужил артист“ и „Народен артист“ (1950). Носител е на орден „Народна република България“ първа степен (1957).